# Riama vieta
Riama vieta är en ödleart som beskrevs av  Kizirian 1996. Riama vieta ingår i släktet Riama och familjen Gymnophthalmidae. Inga underarter finns listade i Catalogue of Life.